# Visage mégalithique de Borzone
Le visage mégalithique de Borzone (en italien : volto megalitico di Borzone) est un pétroglyphe monumental situé sur la commune ligure de Borzonasca en province de Gênes.

## Description
Il a été découvert en 1965, dans le frazione de Borzone, lors de la construction d'une route carrossable. Remontant au paléolithique, ce visage  est considéré comme la sculpture rupestre la plus grande d'Europe. Ses mesures sont de sept mètres de haut et de quatre mètres de large et est comparé, par certains, au visage du Christ.
Actuellement, les hypothèses sur son origine sont encore controversées, mais tendent à faire remonter la sculpture à un temps ancien, en particulier au paléolithique supérieur, datant le pétroglyphe entre le  −20 000 et le −12 000.
Selon d'autres études, il pourrait avoir été sculpté par les moines bénédictins de la proche abbaye de Sant'Andrea (it) à la suite d'un vœu, prononcé lors de la conversion au christianisme des habitants de la vallée ; une légende locale affirme aussi, qu'une fois par an, ces derniers se rendaient devant la sculpture pour la vénérer.

## Sources
- (it) Cet article est partiellement ou en totalité issu de l’article de Wikipédia en italien intitulé « Volto megalitico di Borzone » (voir la liste des auteurs).